# Departamento Chimaltenango
Chimaltenango ist ein Departamento Guatemalas und liegt in der südlichen Gebirgsregion des Landes (Region V). Es erstreckt sich auf 1.979 km² und hat etwa 704.400 Einwohner. Die Hauptstadt des Departamentos ist Chimaltenango. 
Chimaltenango grenzt im Norden an das Departamento Quiché, im Osten an Baja Verapaz, an das Departamento Guatemala und an Sacatepéquez, im Süden an Escuintla, im Westen an Suchitepéquez und an Sololá.

## Landesnatur
Chimaltenango liegt im Hochland der Sierra Madre, an der Hauptwasserscheide Guatemalas. Nach Norden hin fällt das Departamento zum Tal des zur Karibik fließenden Río Motagua ab, der auch die Grenze zu Quiché bildet. Zahlreiche in den Motagua mündende Flüsse entwässern den Norden Chimaltenangos, darunter der Río Agua Escondida, der Río Quisayá und der Río Pixcayá an der Grenze zum Departamento Guatemala. Nach Süden, in Richtung Pazifik, fließen unter anderem der Río Madre Vieja an der Grenze zu Sololá, der Río Los Encuentros, der Río Xahá und der Río Pantaleón. Chimaltenango deckt dank seiner zahlreichen Quellen über ein Drittel des Trinkwasserbedarfs von Guatemala-Stadt. Die höchsten Erhebungen des Departamentos sind im Südosten die Vulkane Acatenango (3976 m) und Fuego (3763 m). Das Hochland ist von tiefen Schluchten und Tälern durchzogen. Die Vegetation ist in der Mitte und im Norden von dichten Kiefernwäldern geprägt, nach Süden hin gehen diese in subtropischen Feuchtwald über. Das Klima in Chimaltenango ist gemäßigt, die durchschnittliche jährliche Niederschlagsmenge liegt bei 750 mm, die Temperaturen bewegen sich in der Regel zwischen 12 und 24 Grad Celsius, kälter kann es im zentralen Hochland werden, wärmer ganz im Südwesten und im Nordosten.

## Bevölkerung
Etwa 80 Prozent der Bevölkerung gehören der Maya-Volksgruppe der Cakchiquel an. Am dichtesten bewohnt ist die Gegend entlang der kurvenreichen Hauptverkehrsstraße Interamericana, die das Departamento von Nordwesten nach Südosten durchquert. Die etwa 570.000 Einwohner des Departamentos leben in 16 Municipios (Großgemeinden oder auch Landkreise):
| Acatenango             | Chimaltenango    |
| San Juan Comalapa      | El Tejar         |
| Parramos               | Patzicía         |
| Patzún                 | Pochuta          |
| San Andrés Itzapa      | San José Poaquil |
| San Martín Jilotepeque | Santa Apolonia   |
| Santa Cruz Balanyá     | Tecpán           |
| Yepocapa               | Zaragoza         |

Dem Departamento als staatlichem Verwaltungsbezirk steht ein von der Zentralregierung entsandter Gouverneur vor. Die Municipios sind eigenständige Gebietskörperschaften mit gewählten Bürgermeistern und Volksvertretungen und untergliedern sich in Aldeas und Pueblos (Dörfer) sowie in Caseríos, Parajes, Fincas, Rancherías (Weiler und Höfe).

## Wirtschaft
Wichtigster Wirtschaftszweig ist die Landwirtschaft. Angebaut werden Kaffee, Bohnen, Zuckerrohr und verschiedene andere Obst- und Gemüsearten. Im Süden ermöglichen sehr fruchtbare, von etlichen Flüssen und Bächen durchzogene vulkanische Böden mehrere Ernten im Jahr. Von Bedeutung ist das Kunsthandwerk. Der wenig entwickelte Tourismus beschränkt sich auf Dienstleistungen entlang der Interamericana und auf einige wenige geschichtsträchtige Sehenswürdigkeiten wie Iximché und Mixco Viejo. Das zwischen Chimaltenango und Antigua Guatemala gelegene Naherholungsgebiet Los Aposentos ist eher Ziel von Familien aus Guatemala-Stadt.

## Geschichte
Das Hochland von Guatemala wurde lange Zeit von den Quiché, den Cakchiquel und den Tzutuhiles beherrscht. Ein Konflikt zwischen Quiché und Cakchiquel bewirkte, dass sich Letztere im heutigen Chimaltenango konzentrierten, wo sie ab 1470 auch ihre neue Hauptstadt Iximché errichteten. 1524 verbündeten sie sich zunächst mit Pedro de Alvarado gegen die anderen beiden Maya-Völker, woraufhin die Spanier beschlossen, sich vor Ort niederzulassen. Hier gründeten sie am 25. Juli 1524 die Siedlung Tecpán Quauhtlemallán (etwa „Waldpalast“). Der Name, dem wahrscheinlich auch der heutige Landesname Guatemalas („Waldland“) entstammt, war eine Idee der mexikanischen Söldner Alvarados.
Bis 1530 folgten mehrere Aufstände der Maya-Bevölkerung in der Region. Aus diesem Grund hatten die Spanier ihre Hauptstadt bereits am 22. November 1527 nach Santiago de Goathemala verlegt, die heutige Ciudad Vieja bei Antigua Guatemala. 1525 konnte Alvarado nach monatelangen schwersten Kämpfen und einem Verrat die Cakchiquel-Festung Mixco Viejo einnehmen, die ganz im Nordosten des heutigen Departamentos liegt. Mit der Hinrichtung des letzten Stammesführers, Cahi Imox, begann für Iximché und Chimaltenango die drei Jahrhunderte lange Kolonialzeit mit ihrem Encomienda-System.
Mit Sacatepéquez bildete Chimaltenango bis zum 12. September 1839 einen Verwaltungsbezirk, dann wurden beide als jeweils eigenständige Departamentos der Republik Guatemala eingerichtet. Der Name Chimaltenango entstammt den Nahuatl-Wörtern chimallí und tenango, Schild und Ort, also in etwa „von Schildern umgebener Ort“. Die Bezeichnung geht wohl auf mexikanische Söldner zurück, die in spanischen Diensten standen.